# Думбрава (комуна, Тіміш)
Думбрава (рум. Dumbrava) — комуна у повіті Тіміш в Румунії. До складу комуни входять такі села (дані про населення за 2002 рік):
- Буковец (582 особи)
- Думбрава (1021 особа)
- Рекіта (1194 особи)

Комуна розташована на відстані 348 км на північний захід від Бухареста, 69 км на схід від Тімішоари.

## Населення
За даними перепису населення 2002 року у комуні проживали 2797 осіб.
Національний склад населення комуни:
| Національність | Кількість осіб | Відсоток |
| -------------- | -------------- | -------- |
| румуни         | 2244           | 80,2%    |
| угорці         | 530            | 18,9%    |
| українці       | 13             | 0,5%     |
| німці          | 7              | 0,3%     |
| цигани         | 2              | 0,1%     |
| італійці       | 1              | < 0,1%   |

Рідною мовою назвали:
| Мова       | Кількість осіб | Відсоток |
| ---------- | -------------- | -------- |
| румунська  | 2248           | 80,4%    |
| угорська   | 532            | 19,0%    |
| українська | 11             | 0,4%     |
| німецька   | 4              | 0,1%     |
| сербська   | 1              | < 0,1%   |
| італійська | 1              | < 0,1%   |

Склад населення комуни за віросповіданням:
| Релігія            | Кількість осіб | Відсоток |
| ------------------ | -------------- | -------- |
| православні        | 1854           | 66,3%    |
| реформати          | 465            | 16,6%    |
| п'ятдесятники      | 199            | 7,1%     |
| баптисти           | 113            | 4,0%     |
| римо-католики      | 62             | 2,2%     |
| не релігійні       | 18             | 0,6%     |
| адвентисти         | 12             | 0,4%     |
| греко-католики     | 3              | 0,1%     |
| бретрени           | 1              | < 0,1%   |
| атеїсти            | 1              | < 0,1%   |
| не вказали релігію | 8              | 0,3%     |

## Зовнішні посилання
- Дані про комуну Думбрава на сайті Ghidul Primăriilor [Архівовано 3 березня 2009 у Wayback Machine.]